# 小鎚神社
小鎚神社（こづちじんじゃ）は、岩手県上閉伊郡大槌町に存在する神社。旧社格は郷社。大槌（つち）町の小鎚（づち）神社であり、漢字も読みも違う。

## 由緒
天長6年（829年）に新山（大槌町と釜石市に跨る山）でヤマトタケルを奉ったことが始まりとされる。以降暫時東に遷され、寛永6年（1629年）9月に現在の場所に遷されたとされる。源頼義とその子義家が前九年の役で安倍貞任を倒した後、現在の釜石市から山田町にかけての地域数十郷の鎮守として、閉伊郡中七社明神の一社とされた。昭和21年（1946年）郷社となる。

## 神輿渡御
9月第3月曜日を含む3連休に行われる大槌まつりの小鎚神社祭典神輿渡御では神社を出発した神輿が小鎚川を渡河することが見所となっている。

## 文化財等
1748年（延享5年）、前川善兵衛から寄進された石灯籠が町から有形文化財に、境内のモミが町から天然記念物に指定されている。また金銅伝牛頭天王座像も指定されているが、所蔵者宅が東北地方太平洋沖地震の津波後に発生した火災によって焼失した。

## 奥之院
創建の地とされる新山高原には小鎚神社奥之院が存在するが、この場所が創建時の正確な位置であるかは定かでない。

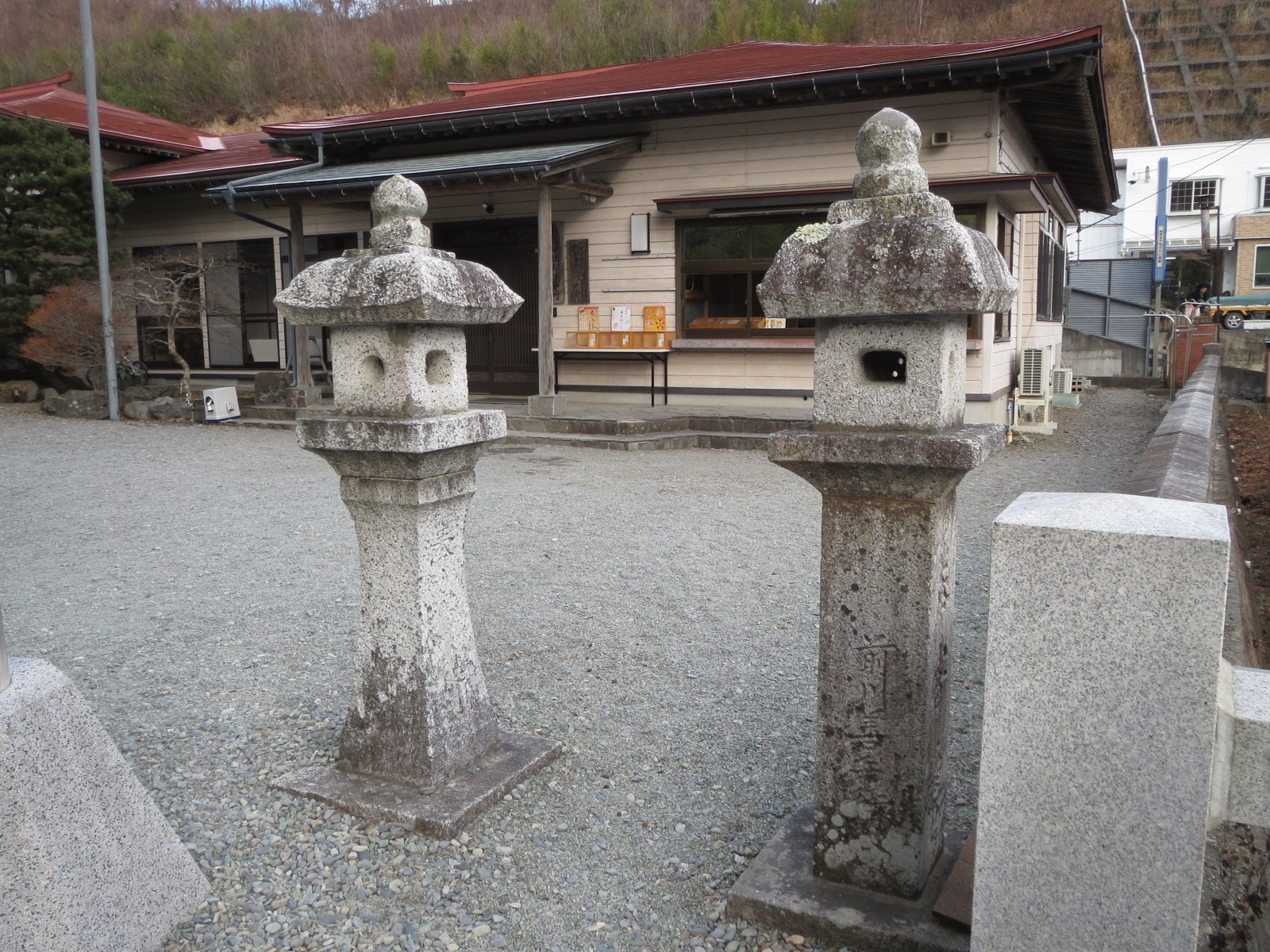
石灯籠
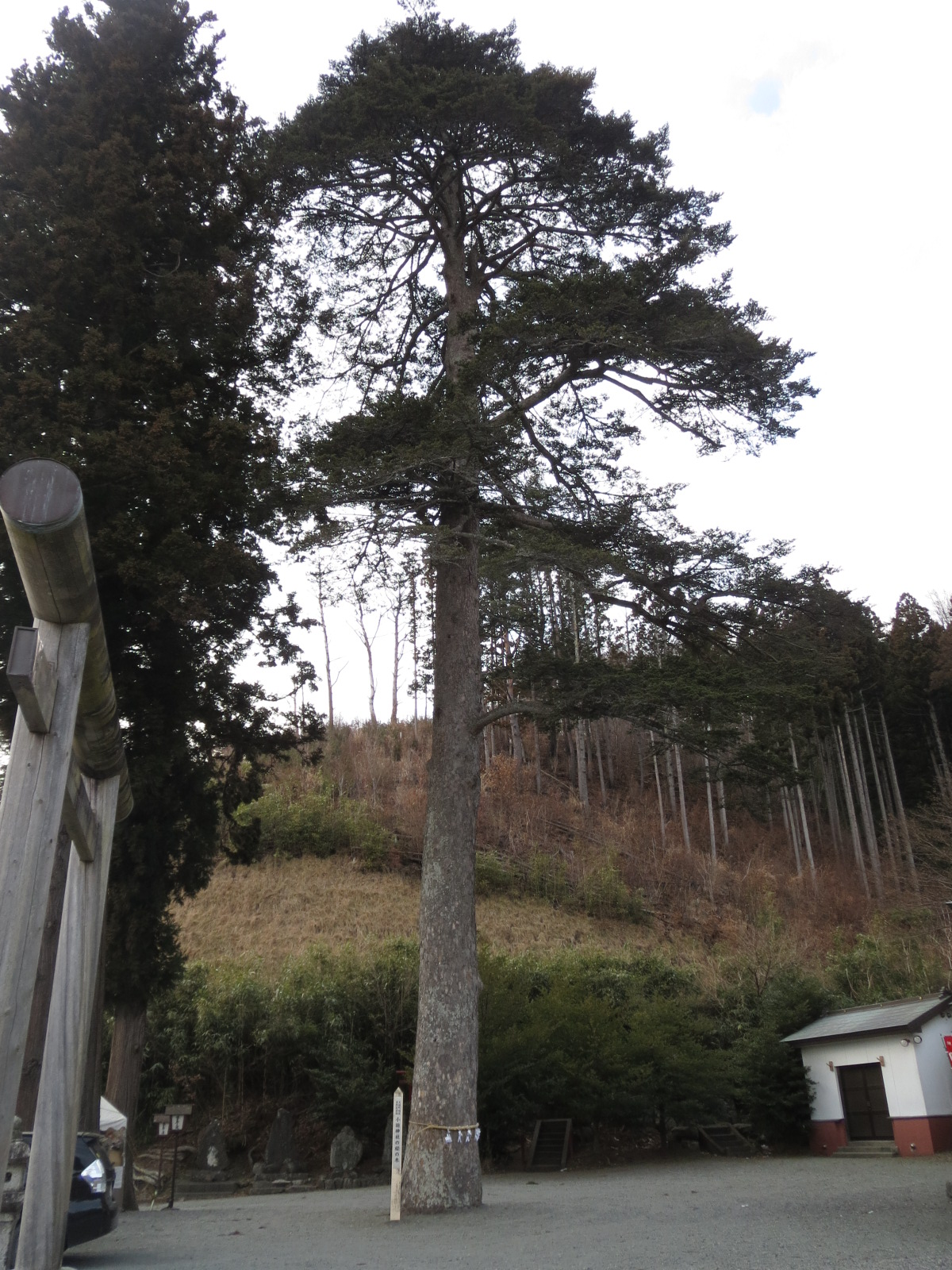
境内にあるモミ
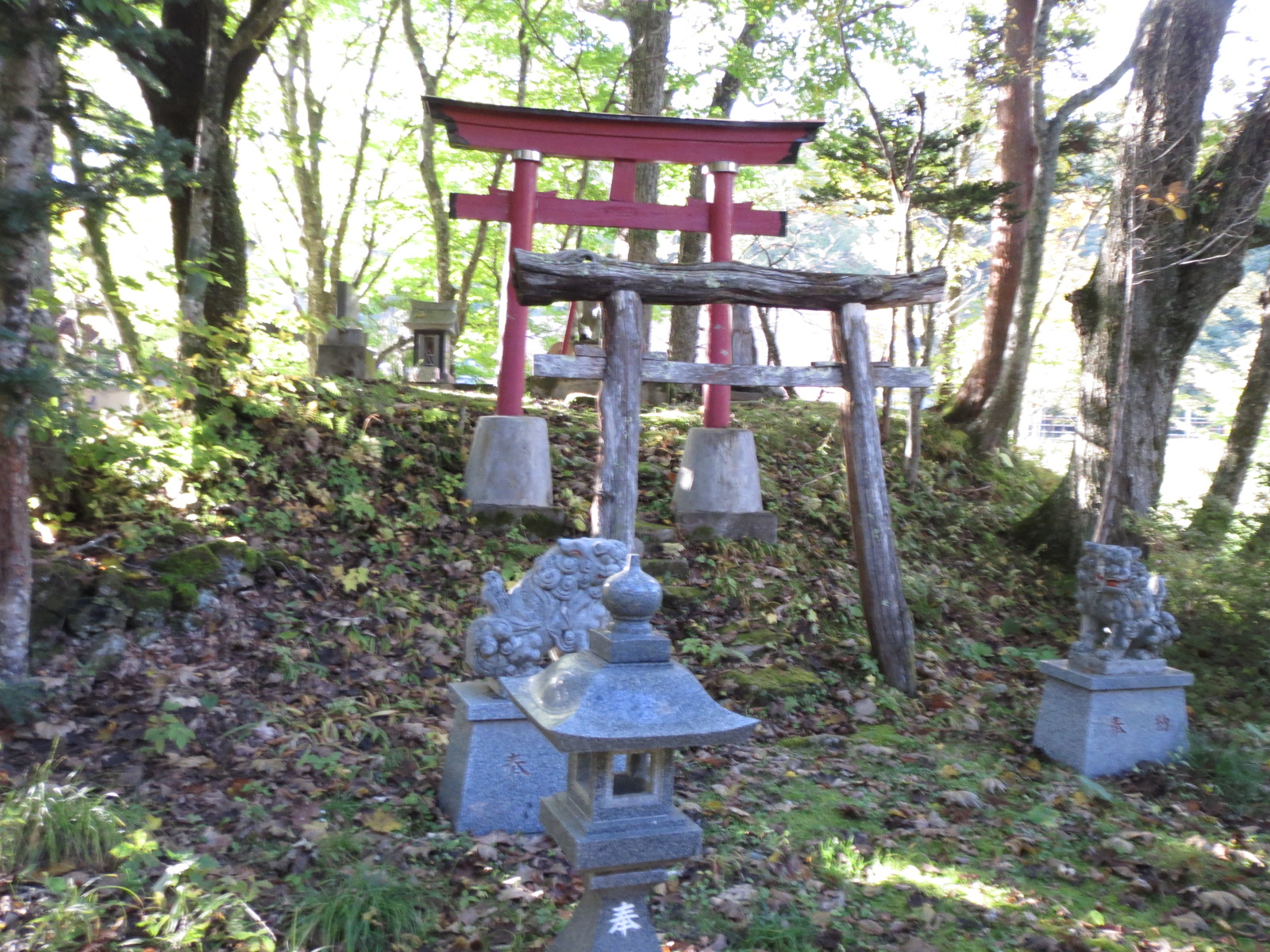
新山高原にある奥之院

## 交通アクセス
- 三陸鉄道リアス線の大槌駅より徒歩5分